# لوكا أكينو
لوكا أكينو (بالإيطالية: Luca Aquino)‏ هو ملحن إيطالي، ولد في 1 يونيو 1974 في بينيفنتو في إيطاليا.

## وصلات خارجية
- الموقع الرسمي
- لوكا أكينو على موقع ميوزك برينز (الإنجليزية)
- لوكا أكينو على موقع أول ميوزيك (الإنجليزية)
- لوكا أكينو على موقع ديسكوغز (الإنجليزية)